# Piper translucens
Piper translucens är en pepparväxtart som beskrevs av Truman George Yuncker. Piper translucens ingår i släktet Piper och familjen pepparväxter. Inga underarter finns listade i Catalogue of Life.